# Aloïs Simon
Mgr Aloïs Jacques Victor Marie Simon (Anvers, 25 novembre 1897 - Bruxelles, 7 décembre 1964) est un prêtre catholique et historien belge, auteur de publications marquantes dans le domaine de l'histoire contemporaine de la Belgique. 

## Biographie
Il a reçu sa formation au Grand Séminaire de Malines (1918-1921) puis à l’Université catholique de Louvain (1921-1924).  
Ordonné prêtre en 1922, docteur en histoire (1925, Université catholique de Louvain), il a d'abord été enseignant dans l'enseignement secondaire (1924-1932) et directeur de l'Institut Saint-Boniface à Ixelles (de 1932 à 1942), un établissement réputé de l'agglomération bruxelloise, avant d'être nommé en 1942 professeur à la Faculté de philosophie et lettres de l'Institut Saint-Louis (ancienne dénomination de l'actuelle Université Saint-Louis - Bruxelles).  
Il développe dès lors une importante activité scientifique, tant sur le terrain de l'érudition fondamentale que sur celui de la synthèse et de la vulgarisation. Il sera doyen de la Faculté en 1950. Sur le plan ecclésiastique, la promotion de l'abbé Simon se marque par l'octroi du titre de chanoine, puis en 1962 par celui de monseigneur (lié à la fonction honorifique de camérier secret du pape). Sur le plan scientifique, la qualité de son travail est reconnue par son élection comme membre correspondant à l'Académie royale de Belgique en 1960. 
Malade, il doit renoncer à ses cours à la rentrée de 1964. Il décède à Bruxelles le 7 décembre 1964 et est inhumé au cimetière de Deurne.

## Distinctions
- Grand officier de l'ordre de Léopold II (Belgique).
- Commandeur de l'ordre de la Couronne (Belgique).
- Officier de l'ordre de Léopold (Belgique).
- Médaille de la Résistance (Belgique).
- Officier de l'ordre des Palmes académiques (France).
- Officier de l'ordre du Mérite de la République française.